# Sofija
Sofija (ros. София) – statek pasażersko-towarowy oraz okręt służący w marynarkach wojennych Imperium Rosyjskiego, Republiki Estońskiej (jako „Ilmatar”), ZSRR (jako „Plussa”) oraz III Rzeszy (pod estońską nazwą). Brał udział w obu wojnach światowych i wojnie estońsko-bolszewickiej pływając na wodach jeziora Pejpus. Kilkakrotnie zatapiany i wydobywany, został ostatecznie zezłomowany w latach pięćdziesiątych XX w.

## Budowa i opis techniczny
Parowiec został wybudowany jako statek pasażersko-towarowy w 1864 roku w Narwie lub w 1857 roku w Hungenburgu.
Statek miał 36,6–36,8 metra długości, szerokość wynosiła 6,5 metra zaś zanurzenie 1,7–1,65 metra. Wyporność jednostki to 230 ton.
Napęd stanowiły dwie sprzężone maszyny parowe o dwóch cylindrach zasilane przez jeden kocioł opalany drewnem, którego zapas wynosił 50 m³. Moc siłowni wynosiła 200 KM, co pozwalało na osiągnięcie do 9 węzłów. Przy 8 węzłach jednostka mogła pokonać 240 mil morskich.
Okręt podczas I wojny światowej był uzbrojony w dwa działa kalibru 75 lub 76 mm uzupełnione dwoma karabinami maszynowymi.
Załogę stanowiło 3 oficerów i 22 marynarzy.

## Służba
Pod nazwą „Sofija” ros. София pływał od 1864 lub 1868 roku. W 1892 roku statek został przebudowany. Do służby w Marynarce Wojennej Imperium Rosyjskiego został włączony w sierpniu 1915 roku.
Po uzbrojeniu „Sofija” została 9 września 1915 roku wcielona do Czudzkiej Flotylli Wojennej, która formalnie utworzona została 6 dni później. Cywilna załoga jednostki odbyła przeszkolenie wojskowe, otrzymała również umundurowanie. Po rewolucji październikowej okręt został przejęty przez bolszewików (26 października).
„Sofija” została zatopiona przez własną załogę 20 maja 1919 roku, gdy Armia Czerwona była zmuszona wycofać się z Raskopell, atakowana przez estońską marynarkę wojenną. W 1920 roku jednostkę podnieśli Estończycy lub Biali Rosjanie, następnie przebazowano ją do Tartu. Otrzymała ona imię „Ilmatar”. Jako statek cywilny wykorzystywany był przez Ministerstwo Handlu i Przemysłu. Do służby militarnej powrócił w 1936 roku, kiedy to został włączony do Dywizjonu Kanonierek Jeziora Pejpus.
W wyniku zajęcia Estonii przez ZSRR „Ilmatar” został przejęty przez Marynarkę Wojenną ZSRR 13 sierpnia 1940 roku. Wykorzystywany był jako jednostka szkolna pod estońską nazwą do 22 marca 1941 roku, kiedy to przemianowano go po raz kolejny. Jako „Plussa” (ros. Плюсса, prawdopodobnie od nazwy rzeki Plussa) został on 30 czerwca 1941 roku przeklasyfikowany na kanonierkę. Wtedy też zamontowano na nim dwa działa kalibru 45 mm i dwa karabiny maszynowe. Po miesiącu od ataku Niemiec na ZSRR, 22 lipca 1941 roku, okręt został uszkodzony przez Luftwaffe w Mustvee. Wraz z „Issą”, która również ucierpiała w ataku, okręt został zatopiony przez załogę w okolicach ujścia rzeki Rannapungerji. We wrześniu 1941 roku, po podniesieniu przez Niemców, pod estońską nazwą „Ilmatar” wykorzystywany był do transportu wojska na wodach jeziora Pejpus. Zatopiony został na rzece Emajõgi przez radzieckie lotnictwo w sierpniu 1944 roku.
Jednostka została podniesiona po wojnie, w 1946 roku. Po przebudowaniu na pozbawioną napędu barkę, pod pierwotną nazwą „Sofija”, wykorzystywana była w Pskowie do celów transportowych. W połowie lat pięćdziesiątych XX wieku została zezłomowana.